# Roger K. Leir
Roger K. Leir (Dr Leir) est un chirurgien américain, spécialiste en podiatrie (l'équivalent en France d'un médecin spécialisé en podologie), né le 20 mars 1935 et mort le 14 mars 2014 et auteur d'ouvrages ufologiques.

## Biographie
Durant les années 1990, il aurait extrait des implants d'origine inconnue sur des personnes prétendant avoir été enlevées par des extraterrestres (abduction). Il a publié divers témoignages sur les implants extraterrestres et présenté ses travaux de recherche dans plusieurs pays. Il a été l'un des sept chercheurs américains choisis comme porte-parole à l'occasion de l'inauguration du Musée de l'Aéronautique et des OVNIS au Japon.

## Publications
- (en) The Aliens and the Scalpel : Scientific Proof of Extraterrestrial Implants in Humans, Granite Publishing, « New Millennium Library », vo. 6, 1999.  (ISBN 1-893183-01-7) ; rééd. The Aliens and the Scalpel, Book Tree, 2005.  (ISBN 1-58509-106-5)
- (en) avec Whitley Strieber (éd), Casebook: Alien implants, Bantam Doubleday Dell, 2000.
- (en) UFO Crash in Brazil, Book Tree, 2005.  (ISBN 1-58509-105-7)

### Traduction française
- OVNIS et implants. Un chirurgien témoigne, Grenoble, Mercure Dauphinois, 2003.  (ISBN 2-913826-29-6)
- Des Extraterrestres capturés à Varginha au Brésil. Le Nouveau Roswell, traduit de l'anglais par Gildas Bourdais, Grenoble, Le Mercure Dauphinois, 2004.